# Luiz Araújo
Luiz de Araújo Guimarães Neto dit Luiz Araújo, né le 2 juin 1996 à Taquaritinga, est un footballeur brésilien. Il joue au poste d’ailier droit au CR Flamengo.

## Biographie

### Parcours en club

#### São Paulo (2013-2017)
Luiz Araújo est né à Taquaritinga, dans l'état de São Paulo. Il commence le football dans le club de Mirassol, il est appelé avec l'équipe première en 2013 sans toutefois jouer. En mars 2013, il rejoint les équipes jeunes de São Paulo.
En 2016, il remporte la Copa Libertadores des moins de 20 ans avec son club de São Paulo, il termine également meilleur buteur de la compétition avec cinq buts en cinq matchs. Le 26 février 2016, il est prêté au club du Grêmio Novorizontino qui évolue dans le championnat Paulista. Il fait ses débuts professionnels le 19 mars 2016 contre le XV de Piracicaba. Il jouera cinq matchs au total.
Dès le mois d'avril 2016, il revient à São Paulo et intègre l'équipe première. Il joue son premier match avec les Tricolor le 5 juin contre Cruzeiro. Le 14 juillet, il découvre la Copa Libertadores en entrant en jeu sur la pelouse de l'Atlético Nacional. Il inscrit son premier but professionnel le 5 novembre 2016 contre le Corinthians, il marque le dernier but de son équipe dans le temps additionnel de la seconde période (4-0).

#### Lille OSC (2017-2021)
En juin 2017, il s'engage avec le Lille OSC pour une durée de cinq ans. Le montant du transfert est de 10,5 millions d'euros, ce qui fait alors de lui le second joueur le plus cher de l'histoire du club à son arrivée. Quelques semaines plus tard, il est rejoint dans le Nord par son ancien coéquipier Thiago Mendes. Il ne tarde pas à se faire remarquer lors des matchs amicaux de pré-saison en inscrivant deux buts lors de ses deux premiers matchs.
Il joue son premier match officiel le 6 août 2017 à l'occasion de la première journée de championnat face au FC Nantes. Le 14 octobre 2017, il marque son premier but avec le LOSC contre Troyes à la 12e minute. Après des prestations très décevantes, il perd sa place dans le 11 de départ puis le nouvel entraîneur Christophe Galtier décide de ne pas le convoquer lors d'un déplacement à Nantes. La semaine suivante, face à Lyon, il réalise une grande performance en délivrant une passe décisive dans un premier temps avant de marquer le but de l'égalisation d'une frappe de 25 mètres.
Peu utilisé au début de saison 2018-2019, Luiz Araújo est titulaire le 20 octobre à Dijon. Pour cette première dans le 11 de départ de Christophe Galtier, il marque le second but de son équipe (victoire 1-2). Il marque également en 32es de Coupe de France contre Sochaux.
Lors de la saison 2019-2020, il est qualifié de remplaçant de luxe rentrant dans les matchs pour décanter la situation ou titulaire principalement dans le coupes nationales, son instinct de buteur et ses accélérations permettent de renverser un match et d'apporter de la fraîcheur offensive.

#### Atlanta United (2021-2023)
Le 6 août 2021 est annoncé le transfert de Luiz Araújo vers la franchise géorgienne d'Atlanta United qui évolue en Major League Soccer pour un montant avoisinant les dix millions d'euros,.

#### Flamengo (depuis 2023)
Le 18 mai 2023, Atlanta United annonce la vente du joueur pour la formation brésilienne du CR Flamengo, Luiz Araújo étant officiellement transféré après la rencontre du 24 juin face aux Red Bulls de New York. Selon le média américain The Athletic (en), le montant de la transaction est évalué à dix millions de dollars.

## Statistiques
| Saison                | Club                  | Championnat           | Championnat | Championnat | Championnat | Coupe nationale | Coupe nationale | Coupe nationale | Coupe de la Ligue | Coupe de la Ligue | Coupe de la Ligue | Supercoupe | Supercoupe | Supercoupe | Compétition(s) continentale(s) | Compétition(s) continentale(s) | Compétition(s) continentale(s) | Compétition(s) continentale(s) | Ligue régionale | Ligue régionale | Ligue régionale | Total | Total | Total |
| Saison                | Club                  | Division              | M.          | B.          | P.d.        | M.              | B.              | P.d.            | M.                | B.                | P.d.              | M.         | B.         | P.d.       | Comp.                          | M.                             | B.                             | P.d.                           | M.              | B.              | P.d.            | M.    | B.    | P.d.  |
| 2016                  | São Paulo FC          | Série A               | 22          | 2           | 3           | 2               | 0               | 0               | -                 | -                 | -                 | -          | -          | -          | CL                             | 1                              | 0                              | 0                              | -               | -               | -               | 25    | 2     | 3     |
| 2017                  | São Paulo FC          | Série A               | 4           | 2           | 0           | 4               | 2               | 0               | -                 | -                 | -                 | -          | -          | -          | CS                             | 1                              | 0                              | 0                              | 15              | 3               | 5               | 24    | 7     | 5     |
| Sous-total            | Sous-total            | Sous-total            | 26          | 4           | 3           | 6               | 2               | 0               | -                 | -                 | -                 | -          | -          | -          | -                              | 2                              | 0                              | 0                              | 15              | 3               | 5               | 49    | 9     | 8     |
| 2016                  | Novorizontino (prêt)  | -                     | -           | -           | -           | -               | -               | -               | -                 | -                 | -                 | -          | -          | -          | -                              | -                              | -                              | -                              | 5               | 0               | -               | 5     | 0     | 0     |
| 2017-2018             | LOSC Lille            | Ligue 1               | 34          | 5           | 3           | 1               | 0               | 0               | 1                 | 1                 | 0                 | -          | -          | -          | -                              | -                              | -                              | -                              | -               | -               | -               | 36    | 6     | 3     |
| 2018-2019             | LOSC Lille            | Ligue 1               | 25          | 3           | 1           | 3               | 1               | 0               | 1                 | 0                 | 0                 | -          | -          | -          | -                              | -                              | -                              | -                              | -               | -               | -               | 29    | 4     | 1     |
| 2019-2020             | LOSC Lille            | Ligue 1               | 21          | 2           | 1           | 3               | 1               | 0               | 3                 | 1                 | 0                 | -          | -          | -          | C1                             | 6                              | 0                              | 0                              | -               | -               | -               | 33    | 4     | 1     |
| 2020-2021             | LOSC Lille            | Ligue 1               | 28          | 4           | 2           | 3               | 0               | 0               | -                 | -                 | -                 | -          | -          | -          | C3                             | 6                              | 0                              | 0                              | -               | -               | -               | 37    | 4     | 2     |
| 2021-2022             | LOSC Lille            | Ligue 1               | -           | -           | -           | -               | -               | -               | -                 | -                 | -                 | 1          | 0          | 0          | -                              | -                              | -                              | -                              | -               | -               | -               | 1     | 0     | 0     |
| Sous-total            | Sous-total            | Sous-total            | 108         | 14          | 7           | 10              | 2               | 0               | 5                 | 2                 | 0                 | 1          | 0          | 0          | -                              | 12                             | 0                              | 0                              | -               | -               | -               | 136   | 18    | 7     |
| 2021                  | Atlanta United        | MLS                   | 16          | 4           | 3           | -               | -               | -               | -                 | -                 | -                 | -          | -          | -          | -                              | -                              | -                              | -                              | -               | -               | -               | 16    | 4     | 3     |
| 2022                  | Atlanta United        | MLS                   | 28          | 4           | 5           | 2               | 2               | 0               | -                 | -                 | -                 | -          | -          | -          | -                              | -                              | -                              | -                              | -               | -               | -               | 30    | 6     | 5     |
| 2023                  | Atlanta United        | MLS                   | 16          | 3           | 1           | 1               | 0               | 1               | -                 | -                 | -                 | -          | -          | -          | -                              | -                              | -                              | -                              | -               | -               | -               | 17    | 3     | 2     |
| Sous-total            | Sous-total            | Sous-total            | 60          | 11          | 9           | 3               | 2               | 1               | -                 | -                 | -                 | -          | -          | -          | -                              | -                              | -                              | -                              | -               | -               | -               | 63    | 13    | 10    |
| 2023                  | CR Flamengo           | Série A               | 20          | 3           | 1           | 0               | 0               | 0               | 5                 | -                 | -                 | 1          | -          | -          | CL                             | 1                              | 0                              | 0                              | -               | -               | -               | 27    | 3     | 1     |
| Total sur la carrière | Total sur la carrière | Total sur la carrière | 194         | 29          | 19          | 18              | 6               | 1               | 5                 | 2                 | 0                 | 1          | 0          | 0          | -                              | 14                             | 0                              | 0                              | 20              | 3               | 5               | 252   | 40    | 25    |

## Palmarès
LOSC Lille
- Champion de France en 2021
- Vainqueur du Trophée des champions en 2021
- Vice-champion de France en 2019